# Tomosvaryella santiagoensis
Tomosvaryella santiagoensis är en tvåvingeart som beskrevs av De Meyer och Skevington 2000. Tomosvaryella santiagoensis ingår i släktet Tomosvaryella och familjen ögonflugor. Inga underarter finns listade i Catalogue of Life.